# 戈尔迪·塞耶斯
戈尔迪·塞耶斯（英語：Goldie Sayers，1982年7月16日—），英国女子田径运动员。她曾代表英国参加2004年、2008年和2012年夏季奥林匹克运动会田径比赛，其中2008年奥运会获得一枚铜牌。